# Bandera d'Anglaterra
La bandera d'Anglaterra correspon a la creu de Sant Jordi, que també és present en altres llocs com en la bandera de Barcelona o a Geòrgia. Es tracta d'una creu vermella sobre fons blanc. Juntament amb la bandera d'Escòcia i la creu de Sant Patrici (l'antiga bandera d'Irlanda) forma la bandera del Regne Unit que rep el nom d'Union Jack.
La creu vermella aparegué com a emblema d'Anglaterra durant l'edat mitjana, més precisament quan s'organitzaren les primeres croades, i és un dels emblemes més primerencs coneguts per a representar el país.
El 1188 Enric II d'Anglaterra i Felip II de França van anar a la tercera croada, i acordaren que Enric utilitzaria una creu blanca i Felip una creu vermella. La tradició historiogràfica que afirma que el mateix Ricard Cor de Lleó va adoptar la bandera plena de la creu vermella i el sant patró de la República de Gènova en algun moment de la seva croada. Aquesta idea es remunta a l'època victoriana, Perrin es refereix a ella com una "creença comuna", i encara es repeteix popularment avui en dia tot i que no es pot corroborar.
La creu com la bandera té proporcions 3:5.